# Elaine Cassidy

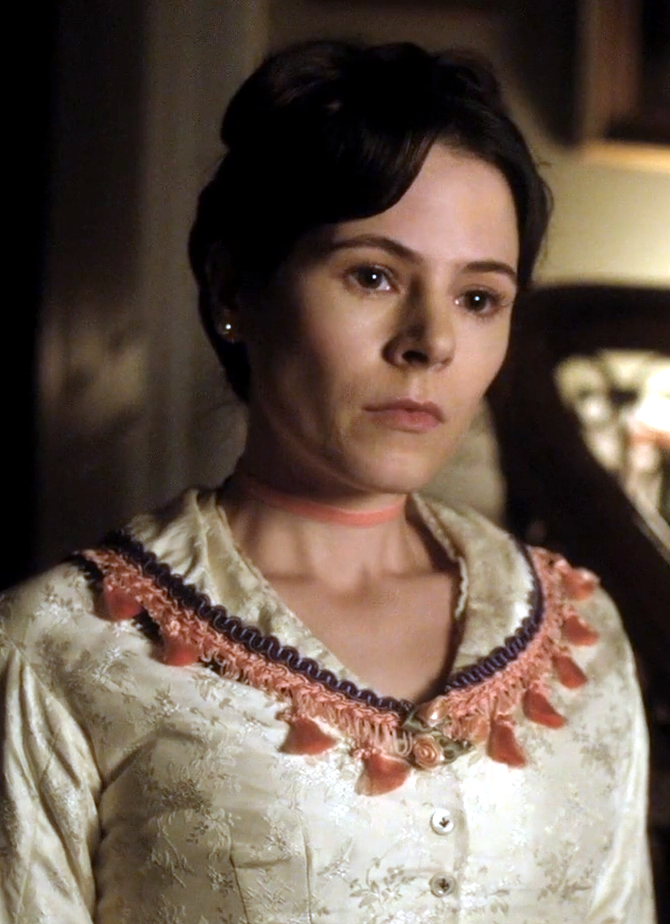
Elaine Cassidy 2012

Elaine Cassidy (* 31. Dezember 1979 in Raheny bei Dublin) ist eine irische Schauspielerin.

## Leben und Leistungen
Elaine Cassidy wuchs als die jüngste von drei Schwestern auf. Sie debütierte in einer der Hauptrollen im Kurzfilm The Stranger Within Me aus dem Jahr 1994. Eine der Hauptrollen spielte sie ebenfalls in der Komödie Sommergefühle aus dem Jahr 1996.
Im Thriller Felicia, mein Engel (1999) spielte sie eine schwangere Irin, die ahnungslos bei einem (von Bob Hoskins gespielten) Serienkiller wohnt. Für diese Rolle wurde sie im Jahr 2000 für den Genie Award und den Golden Satellite Award nominiert. An der Seite von Nicole Kidman und Fionnula Flanagan war sie 2001 im Horrordrama The Others zu sehen (als stummes Dienstmädchen Lydia). Für ihre Hauptrolle im Drama Disco Pigs (2001) wurde sie 2002 für den British Independent Film Award nominiert und erhielt 2003 den IFTA Award. Im Jahr 2005 wurde sie für ihre Rolle im Fernsehdrama Fingersmith (2005) erneut für den IFTA Award nominiert. Ein breites Publikum erreichte sie mit dem vielfach ausgezeichneten Video zur 2002 veröffentlichten Single The Scientist der Band Coldplay.
Von 2012 bis 2013 spielte sie in 16 Episoden der Fernsehserie The Paradise die Rolle der Katherine Glendenning.

## Privatleben
Seit dem 31. Dezember 2007 ist Cassidy mit dem Schauspieler Stephen Lord verheiratet. Sie haben zwei Kinder.

## Filmografie (Auswahl)
- 1994: The Stranger Within Me
- 1996: Sommergefühle (The Sun, the Moon and the Stars)
- 1999: Felicia, mein Engel (Felicia’s Journey)
- 2001: The Others
- 2001: Disco Pigs
- 2001: Die vergessene Welt (The Lost World)
- 2002: The Bay of Love and Sorrows
- 2003: Watermelon
- 2005: Fingersmith
- 2005: Die Nichte – Hitlers verbotene Liebe (Uncle Adolf)
- 2005: The Ghost Squad (Fernsehserie, 7 Episoden)
- 2006: The Truth
- 2007: Die Zeit, die uns noch bleibt (And When Did You Last See Your Father?)
- 2007: A Room with a View (Fernsehfilm)
- 2009: Harper’s Island (Fernsehserie, 13 Episoden)
- 2012–2013: The Paradise (Fernsehserie, 16 Episoden)
- 2014: Mord im Loft (The Loft)
- 2015: The Program – Um jeden Preis (The Program)
- 2015–2018: No Offence (Fernsehserie, 21 Episoden)
- 2016: Gib den Jungs zwei Küsse – Mum’s List[3]
- 2017: Acceptable Risk (Fernsehserie, 6 Episoden)
- 2018: Strangeways Here We Come
- 2021: Eindringling (Intruder, Fernsehserie, 4 Episoden)
- 2021–2022: A Discovery of Witches (Fernsehserie, 4 Episoden)[4]
- 2022: Das Wunder (The Wonder)
- 2023: The Last Kingdom: Seven Kings Must Die
- 2024: Sanctuary – A Witch’s Tale (Fernsehserie)
- 2024: Belgravia – The Next Chapter (Fernsehserie)
- 2025: Salvable